# Pardosa flavisterna
Pardosa flavisterna är en spindelart som beskrevs av Lodovico di Caporiacco 1935. Pardosa flavisterna ingår i släktet Pardosa och familjen vargspindlar. Inga underarter finns listade i Catalogue of Life.